# Terp

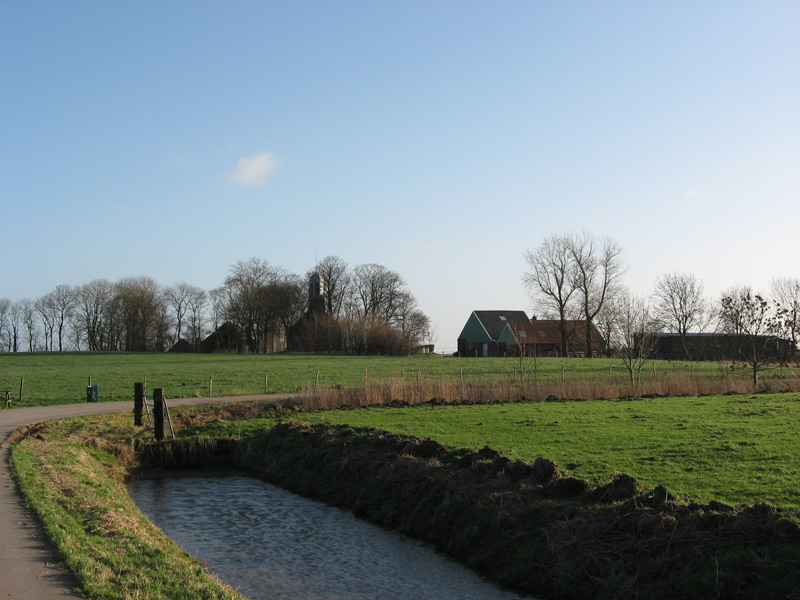
Le terp de Fransum dans la province de Groningue.

Un terp (du néerlandais, pluriel terpen, en allemand Warft) désigne une élévation artificielle construite par l'homme afin d'accueillir un habitat protégé de l'eau et en particulier du mouvement des marées dans les plaines littorales. Le mot terp est un terme néerlandais venu du Frison, une langue parlée dans la province de Frise aux Pays-Bas. 

## Allemagne
En Allemagne du nord ces élévations artificielles, alors nommées Warften (sing. Warft), se rencontrent en particulier sur les îles plates des Halligen afin d'offrir une protection aux habitations contre les ondes de tempête.

## France
En France, ces monticules sont appelés des Martignys.

## Pays-Bas

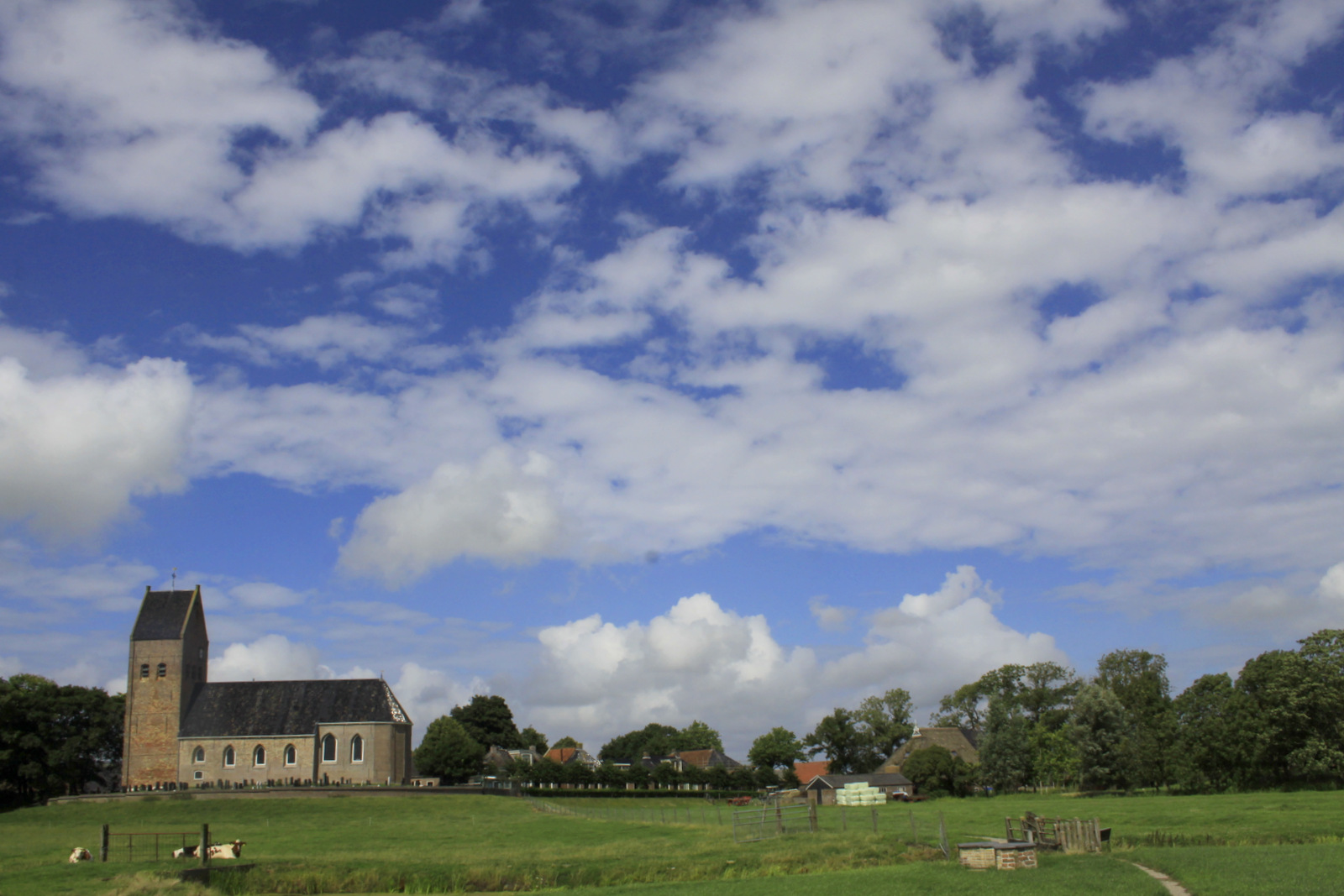
Village-terp Wânswerd en Frise du nord : le village est bâti sur un plateau légèrement surélevé par rapport aux champs et terrains environnants.

Les terps ont différents noms selon les régions, dans les provinces de Frise et Groningue, ce sont des wierden, en Hollande du Nord, des werven (sing. werf), au centre des Pays-Bas, woerden et en Zélande des hillen ou des stellen. Le mot terp (pluriel, terpen) le terme généralement utilisé.   
Les terps furent édifiés et occupés le long des côtes de la mer du Nord entre la protohistoire et le haut-Moyen Âge, en particulier dans la province de la Frise. Le romain Pline l'Ancien les décrit en l'an 47, lorsqu'il parle des Chauques. Il décrit une terre dont on ne sait s'il s'agit de terre ou de mer, des huttes construites au sommet de plateaux, et des pêcheurs profitant des marées pour attraper les poissons autour du plateau habité.   
Plusieurs grandes villes des Pays-Bas ont été d'abord des terps : Dordrecht, Leyde, Utrecht, Bois-le-Duc et Kampen. La plupart des terps, c'est-à-dire environ 500, se trouvent vers les régions côtières des provinces de Frise et Groningue. Vers le XIe siècle, les constructions de digues commencent et les terps perdent leurs fonctions. La construction et l'entretien des terps s'arrête vers 1300.